# Eralda Hitaj
Eralda Hitaj (* 1987 in Tirana, Albanien) ist ein albanisches Fotomodell und die Miss Albanien 2006.

## Leben
Die in Albaniens Hauptstadt Tirana geborene Hitaj nahm 2006 am nationalen Schönheitswettbewerb zur Miss Albanien teil. Sie konnte die Konkurrenz für sich entscheiden. Eralda Hitaj vertrat ihr Land beim Miss-Universe-Bewerb im selben Jahr. Die Albanerin blieb jedoch erfolglos und kam nicht unter die ersten 20. Als Model nahm sie 2012 an der Werbekampagne des Luxusuhrenherstellers Rolex teil. Sie war auch immer wieder im albanischen Fernsehen zu sehen – unter anderem moderierte sie eine Musik-Show – und drehte zahlreiche Werbespots.
Im Jahr 2013 wurde sie Mutter. 2016 beendete sie ihre Karriere im Show-Business und wanderte nach Deutschland aus, wo ihr Mann bereits lebte. Dort wurde das Paar erneut Eltern eines Sohns.